# Rue Méan
La rue Méan est une rue du quartier d'Outremeuse à Liège en Belgique (région wallonne). 

## Odonymie
La rue rend hommage à la famille de Méan de Beaurieux dont plusieurs membres ont occupé des fonctions importantes aux commandes de la ville de Liège. Quelques-uns furent bourgmestres de Liège à l'époque de la principauté de Liège comme Pierre et son fils Charles de Méan (1604-1674). Un autre membre de cette famille, François-Antoine de Méan de Beaurieux (1756-1831), fut, entre 1792 et 1794, le dernier prince-évêque de Liège. L'hôtel des Comtes de Méan est un hôtel particulier du XVe siècle situé à Liège sur le Mont Saint-Martin.

## Histoire
La voirie a été percée à partir de 1837 pour relier la place Delcour à la rue Grétry via la petite place Sylvain Dupuis. 

## Description
Cette voie plate et rectiligne d'une longueur d'environ 135 m et d'une largeur d'environ 12 m est une artère du sud d'Outremeuse. Elle fait partie d'une longue ligne droite d'Outremeuse (960 m) comprenant aussi la rue Théodore Schwann, la place du Congrès, la rue Jean d'Outremeuse, la place Delcour et la place Sylvain Dupuis.  À l'extrémité de la rue, se dresse la résidence Georges Simenon, haute de 78 mètres et comprenant 24 étages. Quelques immeubles représentatifs du XIXe siècle se situent aux nos 17, 19 et 21.

## Voiries adjacentes
- Place Delcour
- Place Sylvain Dupuis